# Кристина Вушковић
Кристина Л. Вушковић (6. мај 1967) је српска математичарка и информатичарка која се бави теоријом графова. Она је професорка алгоритама и комбинаторике на Рачунарском факултету Универзитета у Лидсу и професорка рачунарских наука на Универзитету Унион.

## Образовање и каријера
Вушковић је рођена 6. маја 1967. у Београду.   Дипломирала је са највишим успехом на Курантовом институту за математичке науке Универзитета у Њујорку 1989., смеру математика и рачунарство, а докторирала је из алгоритама, комбинаторике и оптимизације на Универзитету Карнеги Мелон 1994.  Њена дисертација, коју је менторисао Жерар Корнуежол, била је Рупе у дводелним графовима. 
Након постдокторског истраживања као међународна стипендисткиња NSERC Канада на Универзитету Ватерло, постала је доцент математике на Универзитету Кентаки 1996.   Преселила се у Лидс 2000., а 2011. јој је додељена Катедра за алгоритме и комбинаторику у Лидсу.  Од 2007. је такође професорка рачунарских наука на Универзитету Унион. 

## Истраживање
Њено истраживање у теорији графова тиче се структуре и алгоритама наследних класа графова . Њени резултати укључују препознавање савршених графова у полиномијалном времену;  такође је радила на комбинаторним алгоритмима за бојење савршених графова. 